# C.I.A. (Band)
C.I.A. (Abkürzung für Church of Independent Assholes) war eine kurzlebige deutschsprachige Punkband der beiden ehemaligen Slime-Mitglieder Dirk Jora und Michael „Elf“ Mayer.

## Bandgeschichte
Nach der zweiten Auflösung von Slime 1994 gründete Mayer zunächst seine eigene Band Elf. 1997 initiierte Marco Gödde (Heiter bis Wolkig) das All-Star-Bandprojekt C.I.A. in der folgenden Ursprungsbesetzung: Sänger Dirk Jora und Gitarrist Michael Mayer (von Slime), Sänger Marco Gödde (von Heiter bis wolkig) sowie Bassist Konrad Kittner (von den Abstürzende Brieftauben) und Schlagzeuger Oliver Rosthal (Abstürzende Brieftauben, ex-Die Mimmi’s, ex-Stunde X). Die Band wurde von Noise Records unter Vertrag genommen. Konrad Kittner stieg noch vor der CD-Produktion gesundheitsbedingt aus, hinzu kamen Gitarrist Thomas Minnerop (später Rubbermaids) und Bassist John Newman aus Wales (später Session-Bassist bei Middle Class Fantasies). Das erste Album Codename Freibeuter war fertig aufgenommen und wartete auf seine Veröffentlichung. Zur Promotion fand eine Tour statt, doch kurz vor Beginn verschob Noise die Veröffentlichung der Platte und die Tour floppte. Frustriert lösten die Mitglieder die Band wieder auf. Das Album erschien nach der Tour.

## Diskografie
- 1998: Codename Freibeuter (Noise Records)